# 德米特羅·普萊滕丘克
德米特罗·维克托罗维奇·普萊滕丘克（羅馬化：Dmytro Viktorovych Pletenchuk），烏克蘭军人，三级上尉，曾在基辅大学學習，並于2024年4月22日至6月17日擔任南方司令部發言人。